# Aethiopocassis
Aethiopocassis là một chi bọ cánh cứng trong họ Chrysomelidae.
Chi này được Spaeth miêu tả khoa học năm 1922.

## Các loài
Các loài trong chi này gồm:
- Aethiopocassis alluaudi (Spaeth, 1924)
- Aethiopocassis ertli (Weise, 1919)
- Aethiopocassis flaccida (Spaeth, 1924)
- Aethiopocassis fugax (Spaeth, 1906)
- Aethiopocassis imbuta (Spaeth, 1924)
- Aethiopocassis kasaiensis (Spaeth, 1933)
- Aethiopocassis planipennis (Spaeth, 1933)
- Aethiopocassis punctipennis (Spaeth, 1906)
- Aethiopocassis rhodesiana (Spaeth, 1924)
- Aethiopocassis scita (Spaeth, 1924)
- Aethiopocassis sensualis (Spaeth, 1924)
- Aethiopocassis silphoides (Spaeth, 1906)
- Aethiopocassis sjoestedti (Spaeth, 1910)
- Aethiopocassis steindachneri (Spaeth, 1916)
- Aethiopocassis suahelorum (Weise, 1899)